# Scorzonera cretica
Espèce
Scorzonera cretica est une espèce de plante à fleurs de la famille des Astéracées.
C'est une plante herbacée méditerranéenne.

## Synonymes
- Gelasia cretica Sch.Bip.
- Lasiospora cretica (Willd.) Cass.
- Scorzonera dependens Rech.f.
- Scorzonera lassitica Vierh.